# Pelidnota hoefigi
Pelidnota hoefigi är en skalbaggsart som beskrevs av Friedrich Ohaus 1912. Pelidnota hoefigi ingår i släktet Pelidnota och familjen Rutelidae. Inga underarter finns listade i Catalogue of Life.